# Tomasz Ciecierski
Tomasz Ciecierski (ur. 25 września 1945 w Krakowie, zm. 15 sierpnia 2024) – polski malarz.

## Życiorys
Pochodził z artystycznej rodziny, a jego ojcem był znany aktor teatralny i radiowy Jan Ciecierski. W 1971 ukończył studia w Akademii Sztuk Pięknych w Warszawie, był uczniem Krystyny Łady-Studnickiej, w latach 1972–1985 pracował na macierzystej uczelni, w tym od 1979 prowadził samodzielną pracownię rysunku. 
Związany m.in. z Galerią Foksal, Wetering Galerie w Amsterdamie i Galerie Hans Strelow w Düsseldorfie.
W 1999 otrzymał Nagrodę im. Jana Cybisa. W 2005 został odznaczony Srebrnym Medalem „Zasłużony Kulturze Gloria Artis”.